# Teuku Jacob
Teuku Jacob (* 6. Dezember 1929 in Peureulak, Aceh, damals Niederländisch-Indien; † 17. Oktober 2007 in Yogyakarta, Indonesien) war ein indonesischer Paläoanthropologe. Er galt als Begründer und zugleich bedeutendster Vertreter seines Faches in Indonesien. In den 1940er-Jahren engagierte er sich in der indonesischen Unabhängigkeitsbewegung „und blieb zeitlebens ein leidenschaftlicher Nationalist“.

## Leben
Teuku Jacob studierte von 1953 bis 1956 Anatomie an der Medizinischen Fakultät der Gadjah-Mada-Universität in Yogyakarta. Danach wandte er sich gleicherorts dem Fachgebiet Anthropologie zu und war zunächst wissenschaftlicher Mitarbeiter und ab 1962 Lecturer für Anthropologie. Zuvor hatte er an der Howard University in Washington, D.C. einen Mastergrad im Fach Anthropologie erworben (1960). Von Washington aus wechselte er in die Niederlande, um sich an der Universität Utrecht bei Gustav Heinrich Ralph von Koenigswald im Fachgebiet Paläoanthropologie zu qualifizieren; von Koenigswald hatte in Indonesien zahlreiche Fossilien von Homo erectus entdeckt. 1967 schloss Jacob sein Studium in Utrecht mit einer Doktorarbeit über Some problems pertaining to the racial history of the Indonesian region ab, in die er u. a. auch anatomische Studien an den gegenwärtig auf Flores lebenden, kleinwüchsigen Menschen einbezog. Danach kehrte er auf Dauer an die Gadjah-Mada-Universität zurück, übernahm eine Professur für Anthropologie und leitete das Labor für Biologische Anthropologie und Paläoanthropologie der Universität.
Von 1975 bis 1979 leitete Jacob als Dekan die School of Medicine, von 1981 bis 1986 war er Rektor der Gadjah Mada Universität, und von 1982 bis 1987 gehörte er der Beratenden Volksversammlung – dem indonesischen Parlament – an.
In einem Nachruf der Fachzeitschrift Science wurde herausgestellt, dass Teuku Jacob nach dem Zweiten Weltkrieg, während der sogenannten Indonesischen Revolution, eine „Schlüsselfigur“ im Kampf um die Unabhängigkeit Indonesiens von den Niederlanden gewesen sei. Jacob habe damals ein nationalistisches Radioprogramm produziert.
Jacob starb im Alter von 76 Jahren im Dr. Sardjito Hospital an den Folgen einer seit Jahren bestehenden Lebererkrankung. Er wurde nach einer akademischen Feier, an der Hunderte Universitätsangehörige und auswärtige Gäste teilgenommen hatten, mit militärischem Salut verabschiedet und auf dem Universitätsfriedhof der Gadjah Mada Universität beigesetzt. Jacob hinterließ seine Ehefrau und eine Tochter.

## Forschung
Bereits im Jahr 1962 hatte Teuku Jacob an Ausgrabungen in Sangiran teilgenommen, einer Ausgrabungsstätte auf der Insel Java, wo Jahre später unter seiner Leitung Fossilien von Homo erectus, des anatomisch modernen Menschen (Homo sapiens) sowie Steinwerkzeuge geborgen wurden. Aufgrund dieser Funde wurde er in Indonesien ein allgemein bekannter Wissenschaftler und Sachwalter einer stattlichen Sammlung von Homininen-Funden.
International bekannt wurde Jacob jedoch erst nach der Entdeckung der Fossilien von Homo floresiensis durch deren Fehldeutung. Aus den anatomischen Studien für seine Doktorarbeit über die rassischen Merkmale der heute auf Flores lebenden, kleinwüchsigen Menschen sowie über die ebenfalls kleinwüchsigen Negritos von Liang Toge leitete er ab, dass es sich bei den als Homo floresiensis interpretierten Funden um keine eigene Art handele, sondern um kleinwüchsige Individuen („Inselverzwergungen“) des Homo sapiens, also um Vorfahren der heute dort lebenden Menschen. Zudem behauptete er, die Fossilien aus der Höhle Liang Bua seien bloß 1300 bis 1800 Jahre alt und Belege für eine „australomelaneside Rasse“. Den ungewöhnlich kleinen Schädel von LB1 interpretierte er als Beleg für eine krankhafte Veränderung (Mikrozephalie).

## Schriften (Auswahl)
- Some problems pertaining to the racial history of the Indonesian region: a study of human skeletal and dental remains from several prehistoric sites in Indonesia and Malaysia. Dissertation, Universität Utrecht, Utrecht 1967.
- A Human Mandible from Anjar Urn Field, Indonesia. In: Journal of the National Medical Association. Band 56, Nr. 5, 1964, S. 421–426. PMC 2610761 (freier Volltext)
- The sixth skull cap of Pithecanthropus erectus. In: American Journal of Physical Anthropology. Band 25, Nr. 3, 1966, S. 243–259, doi:10.1002/ajpa.1330250305.
- Racial Identification of the Bronze Age Human Dentitions from Bali, Indonesia. In: Journal of Dental Research. Band 46, Nr. 5, 1967, S.  903–910, doi:10.1177/00220345670460054801.
- Palaeoanthropological discoveries in Indonesia with special reference to the finds of the last two decades. In: Journal of Human Evolution. Band 2, Nr. 6, 1973, S. 473–478 (IN5–IN11, 479–485), doi:10.1016/0047-2484(73)90125-5.
- Studies on human variation in Indonesia. In: Journal of the National Medical Association. Band 66, Nr. 5, 1974, S. 389–399, PMC 2609252 (freier Volltext)

## Belege
1. 1 2  „A gigantic presence.“ Nachruf in: Science. Band 318, 9. November 2007, S. 895, doi:10.1126/science.318.5852.895d, Volltext. (Memento vom 4. Juni 2018 im Internet Archive)
2. 1 2   Eintrag Jacob, Teuku in: Bernard Wood (Hrsg.): Wiley-Blackwell Encyclopedia of Human Evolution. 2 Bände. Wiley-Blackwell, Chichester u. a. 2011, ISBN 978-1-4051-5510-6.
3. ↑  „Indonesians in Focus: Teuku Jacob.“ Nachruf von A. Junaidi und Sri Wahyuni (Memento vom 5. November 2007 im Internet Archive) Auf: planetmole.org vom 19. Oktober 2007.
4. ↑   Teuku Jacob et al.: Pygmoid Australomelanesian Homo sapiens skeletal remains from Liang Bua, Flores: Population affinities and pathological abnormalities. In: PNAS. Band 103, 2006, S. 13421–13426, doi:10.1073/pnas.0605563103.

| Personendaten    | Personendaten                   |
| ---------------- | ------------------------------- |
| NAME             | Jacob, Teuku                    |
| KURZBESCHREIBUNG | indonesischer Paläoanthropologe |
| GEBURTSDATUM     | 6. Dezember 1929                |
| GEBURTSORT       | Peureulak, Aceh                 |
| STERBEDATUM      | 17. Oktober 2007                |
| STERBEORT        | Yogyakarta                      |